# Lapni, Kovel
Lapni (în ucraineană Лапні) este un sat în comuna Toikut din raionul Kovel, regiunea Volînia, Ucraina.

## Demografie
Componența lingvistică a localității Lapni
     Ucraineană (99,52%)
     Alte limbi (0,48%)
Conform recensământului din 2001, majoritatea populației localității Lapni era vorbitoare de ucraineană (99,52%), existând în minoritate și vorbitori de alte limbi.